# В'язниця для неповнолітніх Нара
Колишня в'язниця для неповнолітніх Нара знаходиться в Нарі, Японія. Вона була побудована в 1908 році в період Мейдзі. До 2017 року використовувалася як в'язниця, але була визнана важливим культурним надбанням і зараз перебудовується під готель, який відкриється в 2024 році.

## Історія
Архітектор Кейджіро Ямасіта спроектував колишню в'язницю Нара. Це будівництво було частиною плану уряду Мейдзі з модернізації в'язниць. Вона відкрилася в 1908 році. У 1910 році в цій в'язниці утримувалося 935 осіб, хоча максимальна місткість становила 650 осіб. У 1922 році Японія прийняла Закон про неповнолітніх. В'язниця двічі змінювала назву в 1922 і 1946 роках. Колишня в'язниця Нара була перейменована в тюрму для неповнолітніх Нара в 1946 році. Ув'язненим було від 16 до 26 років. У в'язниці діяли освітні програми, спеціально розроблені для того, щоб ув'язнені з меншою ймовірністю робили більше злочинів після виходу з в'язниці. Це перше місце в Японії, де почала діяти програма профілактики рецидивів сексуальних злочинів. Також було багато лікувальних настанов, які використовували до окремих особистостей, таких як навчання запобіганню насильства, навчання соціальному розвитку та курси розвитку надії. Ув'язнені також проходять професійну підготовку для роботи. Перукарня Вакакуса була однією з таких програм професійного навчання. Навчені ув'язнені стригли співробітників і городян. У 2017 році він був задуманий як важливий культурний об'єкт і 31 березня вона перестала працювати як в'язниця.

## Будівля
Будівля виконана в романському стилі з вогнестійкої червоної цегли. Ці цеглини робили в'язні. Також був використаний британський штабель, тому що він простий в установці і міцний. Була використана структура, названа системою Хевіленд, в якій тюремні будівлі були розподілені радіально навколо сторожової вежі, що в свою чергу допомагало охоронцям контролювати з одного місця весь периметр в'язниці.

## Отель
Колишня в'язниця Нара перестала виконувати свою першочергову функцію в березні 2017 року, тому що будівлі були занадто старими і непридатними для подальшого ув'язнення. Замість того, щоб зруйнувати будівлю, уряд вирішив  відкрити її як готель у 2024 році. Готель буде одним з мережі готелів Hoshino Resort, найбільшого японського готельного бренду. Спочатку готель планувалося відкрити в 2021 році, але через пандемію COVID-19 довелося відкласти відкриття.